# Ichirō Hatoyama
Ichirō Hatoyama (鳩山 一郎 Hatoyama Ichirō), född 1 januari 1883 i Tokyo, död 7 mars 1959 var en japansk politiker och Japans 52:a, 53:e och 54:e premiärminister från 10 december 1954 till 23 december 1956.
Han var farfar till Yukio Hatoyama.